# Тамара Картлійська
Тамара (груз. თამარი; нар. 1696 — пом. 12 квітня 1746) — грузинська царівна з династії Багратіонів, дочка царя Картлі Вахтанга VI, і друга дружина царя Кахеті Теймураза II. Шлюбний союз з Теймуразом II зробив її царицею-консортом Кахеті (в 1729—1736 і 1738—1744 роках). Вона була царицею-регентшею Картлі (1744—1746) під ім'ям Тамари II.

## Біографія
Тамара народилася у 1696 році у тодішнього картлійського царевича Вахтанга і його черкеської дружини Русудан. Вахтанг правив Картлі з перервами з 1703 року до тих пір, поки османське вторгнення не змусило його вирушити у вигнання в Російську імперію в 1724 році.
У віці 16 років, 2 лютого 1712 року, Тамара вийшла заміж за кахетинського царевича Теймураза, молодшого брата кахетинського царя Давида II (Імама Кулі-хана), як його другої дружини. Весілля була пишно отпразднована в столиці Вахтанга Тбілісі, а потім в Манаві (Кахетія). Подальше життя подружжя була затьмарена міжусобицями, нападами лезгин і вторгненнями з Османської імперії та Персії. Теймураз двічі вступав на кахетинський престол, з 1729 по 1736 рік і знову з 1738 по 1744 рік, коли він поступився Кахетію своєму синові Іраклію II і утвердився на звільненому троні своїх родичів в Картлі.
У ці смутні роки Тамара сама виявилася втягнутою у війну і політику. Під час відсутності Теймураза, який перебував при своєму іранському сюзерені Надер Шахові в Кандагарі з 1736 по 1738 рік, Тамара служила противагою регентству мусульманського брата Теймураза Алі Мірзи. Вона використовувала свій вплив і допомогу князя Гіві Чолокашвілі, щоб зірвати задум Алі Мірзи про повстання проти Ірану, тим самим рятуючи свого чоловіка і сина від неминучої помсти Надер Шаха. Зрештою вони змусили Алі Мірзу покинути Кахетію в 1738 році. Коли в 1741 році Надер Шах знову викликав Теймураза в свій табір в Дербенті, Тамара супроводжувала свого чоловіка на прохання шаха на доказ вірності. Теймураз зумів заручитися підтримкою шаха для своїх династичних амбіцій як в Картлі, так і в Кахетії, що в свою чергу викликало повстання на чолі з князем Гіві Амилахварі. Після трьох років безуспішних боїв повстанці були врешті-решт розбиті Теймуразом, і Тамара особисто прийняла капітуляцію Амилахварі в Сурамі в 1745 році.
З 1744 року і до своєї смерті в 1746 році Тамара була співправителькою свого чоловіка в Картлі, а їх син Іраклій почав своє тривале царювання в Кахетії. Тамара була похована в соборі Светіцховелі в Мцхеті. Після її смерті Теймураз одружився зі своєю третьою дружиною Ане-Ханум Бараташвілі.

## Діти
У Теймураза II і Тамари Картлійської було четверо дітей: один син і три дочки:
- Іраклій II (7 листопада 1720 — 11 січня 1798), цар Кахеті і Картлі-Кахеті.
- Царівна Кетеван, яка вийшла заміж в 1737 році в Мешхеді за Алі Аділь-шахом, який правив в Ірані в 1719—1749 роках.
- Царівна Олена (fl. 1743—1784), яка вийшла заміж близько 1743 року за царевича Зазу Ціцішвілі.
- Царівна Анна (1720 — 4 грудня 1788), яка вперше вийшла заміж у 1744 році за царевича Дімітрі Орбеліані (помер у 1776 році), а вдруге — за Іоане Орбеліані (бл. 1702—1781).